# راي مالي
راي مالي (9 أبريل 1937 في جنوب أفريقيا - )  (بالإنجليزية: Ray Mali)‏ هو لاعب كريكت جنوب أفريقي.

## وصلات خارجية
- راي مالي على موقع أوليمبيديا (الإنجليزية)